# Спотова ціна
Спотова ціна, також наявна ціна (англ. spot price) — ціна, за якою продаються реальний товар, цінні папери або валюта в даний час і в даному місці на умовах негайної поставки. Застосовується в біржовій торгівлі, щоб закрити зобов'язання за ф'ючерсними договорами, а також під час укладання угод спот. Угода спот передбачає виконання зобов'язань сторонами за угодою (поставка предмета угоди продавцем і оплата покупцем) протягом двох робочих днів.
Ціну спот слід відрізняти від ціни форварда або ціни ф'ючерса, використовуваних при укладанні форвардних або ф'ючерсних контрактів, у яких виконання зобов'язань сторонами передбачається в майбутньому.
У нормальній ринковій ситуації, коли відсутній ажіотажний попит на товар, майбутня ціна здебільшого вища. Різниця між ціною форварда/ф'ючерса і ціною спот пояснюється вартістю кредита і витратами продавця на зберігання або доставку товару в майбутньому. Така ситуація на ринку отримала назву контанго.
Ситуація на ринку, коли ціна спот буде вищою, ніж ціна форварда/ф'ючерсу, називається беквордація (від англ. Backwardation — «запізнювання»).
Ціни спот використовуються:
- для оцінки правильності обраної ціни раніше укладеної форвардної угоди;
- для виписки рахунків-фактур по поставках, розрахунки за якими використовують ціни спот на момент відвантаження товару;
- як вихідний пункт в обговоренні цінових умов угод на наступний котирувальний день.